# رئويات
رئويات (الاسم العلمي: Pulmonata)، هي مجموعة غير رسمية (كانت في السابق رتبة، وقبل ذلك طويئفة) من الحلزونات والبزاقات التي تتميز بالقدرة على تنفس الهواء، بسبب وجود رئة شاحبة بدلاً من خيشوم، أو خياشيم. تضم المجموعة العديد من الفصائل البرية والمياه العذبة، والعديد من الفصائل البحرية.